# Ván bài chính trị
Ván bài chính trị (tên gốc tiếng Anh: House of Cards) là loạt phim truyền hình trực tuyến thể loại chính trị giật gân do Beau Willimon sáng tạo. Phim dựa trên tiểu thuyết cùng tên của Michael Dobbs và loạt miniseries cùng tên của BBC năm 1940. 13 tập phim của mùa đầu tiên được phát sóng trên dịch vụ stream Netflix.
House of Cards lấy bối cảnh tại thủ đô Washington với nội dung về nghị sĩ Frank Underwood (Kevin Spacey) thuộc Đảng Dân chủ từ quận quốc hội thứ năm của bang Nam Carolina. Sau khi được bầu làm Bộ trưởng Ngoại giao, ông lên kế hoạch thâu tóm quyền lực với sự hỗ trợ từ người vợ Claire Underwood (Robin Wright). Loạt phim đề cập đến các chủ đề về chủ nghĩa thực dụng tàn nhẫn, vận động hành lang và quyền lực.